# Americo Ferreira dos Santos Silva

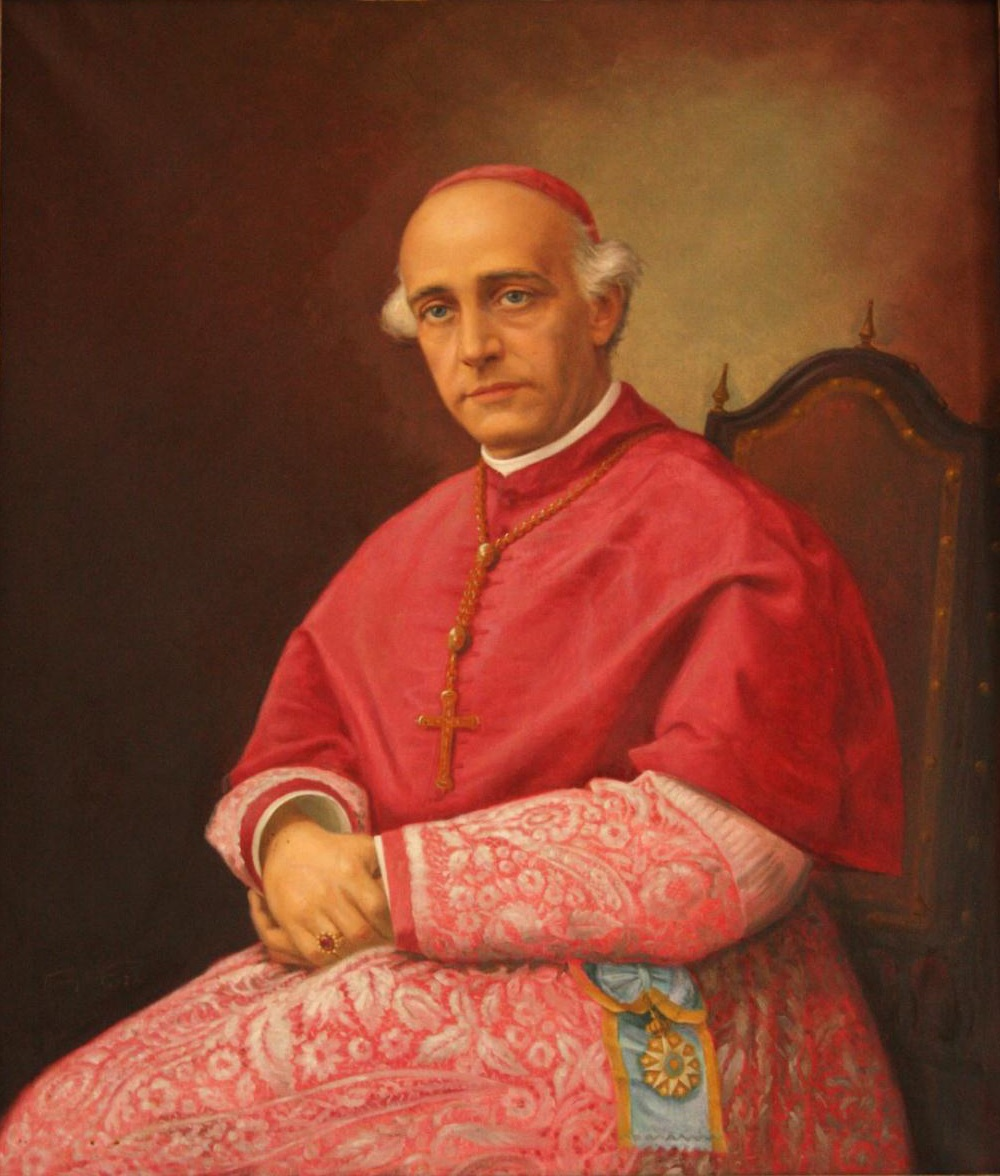
Americo Kardinal Santos Silva (1899)

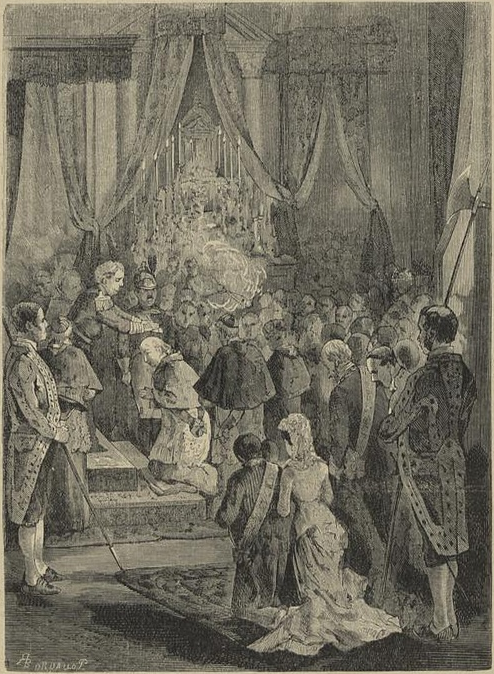
Kardinal Ferreira dos Santos Silva empfängt das rote Birett von König Ludwig I. von Portugal (16. Juni 1879)

Américo Ferreira dos Santos Silva GCNSC (* 16. Januar 1830, Massarelos, Porto; † 21. Januar 1899, Paço Episcopal do Porto (Bischofspalast von Porto)) war ein portugiesischer Bischof des Bistums Porto und Kardinal.

## Leben
Seine Eltern waren der 1. Barão de Santos (Baron) João Ferreira dos Santos Silva aus Lordelo do Ouro und Carolina Augusta de La Roque (Silva, durch Heirat) aus São Nicolau. Sie hatten 1826 geheiratet und sich 1830 in Massarelos niedergelassen.
Américo wurde als zweiter Sohn des Ehepaares geboren und am 23. Januar 1830 in der Kirche von Massarelos getauft.
Er erhielt seine Ausbildung in Porto und in Paris, bevor er sich 1845 an der Universität Coimbra für Theologie immatrikulierte und im Mai 1852 promovierte. Am 26. September 1852 empfing er in Lissabon, wohin seine Eltern gezogen waren, das Sakrament der Priesterweihe für das Patriarchat von Lissabon und unterrichtete zunächst im Seminário de Santarém von dessen Wiedereröffnung 1853 bis 1862. Danach wirkte er wieder in Lissabon als Kanoniker an der Catedral Sé Patriarcal, wo er auch als Richter arbeitete und nach dem Tod von Manoel Bento Rodrigues 1869, bis 1871 auch als Kapitular-Vikar (Vigário Capitular). Als Sekretär des Kardinals Guilherme Henriques de Carvalho nahm er 1854 in Rom an der feierlichen Verkündung des Dogmas der Unbefleckten Empfängnis Mariens teil. Am 13. August 1869 wurde er Erzpriester des Patriarchats von Lissabon.

Kardinalswappen

Am 26. Juni 1871 wurde er von König Ludwig I. zum Bischof von Porto ernannt, obwohl man ihn verdächtigt hatte, Verbindungen zur Freimaurerei zu haben. Er wurde bestätigt und am 10. September 1871 spendete ihm Patriarch Inácio do Nascimento de Morais Cardoso in Lissabon die Bischofsweihe; Mitkonsekratoren waren José Lino de Oliveira, früherer Bischof von Angola und dem Kongo, und José Luiz Alves Feijo OSST, Bischof von Bragança und Miranda.
Er wurde am 20. September 1871 feierlich in der Diözese Porto eingeführt, die seit dem Tod von João de França Castro e Moura vakant war. Er machte sich daran, das Seminário Episcopal de Nossa Senhora da Conceição do Porto (im Gebäude des ehemaligen Colégio de São Lourenço bis 1862) zu reformieren und begann das Lehrjahr 1872/73 mit provisorischen Statuten, die im Laufe des Jahres 1872 ausgearbeitet wurden und die sich an den Statuten des Seminars von Santarém orientierten, die Silva gut kannte. Zweimal mischte er sich in die öffentliche Diskussion, als es 1875 und 1897 um Sonntagsarbeit ging.
Im ersten Konsistorium von Papst Leo XIII., am 12. Mai 1879, wurde Silva zum Kardinalpriester erhoben und am 27. Februar 1880 erhielt er den Kardinalshut sowie die Titelkirche Santi Quattro Coronati. Er spielte eine wichtige Rolle im Verhandlungsprozess um die „Aufteilung des Kontinents und der angrenzenden Inseln (Azoren & Madeira)“ (Divisão Paroquial do Continente e das Ilhas Adjacentes) und in der Anwendung der päpstlichen Bulle Gravissimum Christi Ecclesiam et gubernandi múnus (1881). 1884 gründete er das Seminário dos Carvalhos („Seminar der Eichen“), dessen Bau er aus eigener Tasche bezuschusste und genehmigte 1898 die Statuten des Círculo Católico de Operários do Porto (Katholischer Arbeiterverein von Porto, 11. Juni 1898).
Er starb am 21. Januar 1899 an seinem Bischofssitz in Porto und wurde in der Capela Mor der Catedral do Porto beigesetzt.